# 舊桑扎里
49°26′0″N 34°27′31″E / 49.43333°N 34.45861°E
舊桑扎里（烏克蘭語：Старі Санжари）是位於烏克蘭中部波爾塔瓦州裏波爾塔瓦區的村莊，處於沃爾斯克拉河左岸，距離甘日2公里，面積15.649平方公里，2001年人口1,283。